# Katedrála Panny Marie (León)
Katedrála Santa María de León, nazývaná také Dům světla nebo Pulchra Leonina, je hlavní katolický chrám města León v severozápadním Španělsku a jeho diecéze. Je to jedna z nejdůležitějších gotických památek Španělska. Chrám byl postaven na místě římských lázní ze 2. století, které král Ordoño II. o 800 let později přestavěl na palác.
Téměř celá katedrála byla postavena v letech 1205–1301, severní věž a klášter byly postaveny ve 14. století a jižní věž byla dokončena v roce 1472.
Katedrála je známá také pro svá okna a vitrážemi. Ty mají plochu nejméně 1764 metrů čtverečních a většinou obsahují původní barevné sklo. Jde tak o jeden z nejrozsáhlejších a nejlépe dochovaných souborů středověkého barevného skla v Evropě.